# Bicilia
Bicilia is een geslacht van vlinders van de familie van de grasmotten (Crambidae), uit de onderfamilie van de Spilomelinae.

## Soorten
- Bicilia iarchasalis (Walker, 1859)
- Bicilia lentistrialis (Dognin, 1906)
- Bicilia olivia (Butler, 1878)
- Bicilia persinualis (Hampson, 1899)